# 兵庫県道335号中野中筋線
兵庫県道335号中野中筋線（ひょうごけんどう335ごう なかのなかすじせん）は、兵庫県伊丹市から宝塚市に至る一般県道である。

## 概要
伊丹市西野2丁目から宝塚市中筋2丁目に至る。兵庫県道42号尼崎宝塚線より東に分岐して、中山寺・山本方面へ向かう道路である。「中筋7丁目」交差点を境に、伊丹市側は片側2車線で立派であるのに対し、宝塚市側は片側1車線で、周辺が宅地開発されるまでは、田んぼの畔道のようなものであった。最近、区画整理により、周辺が開発され、住宅地やショッピングセンター、スーパー銭湯などもでき、休日はしばしば渋滞が起こる。

### 路線データ
- 起点：伊丹市西野2丁目（西野交差点、兵庫県道42号尼崎宝塚線交点）
- 終点：宝塚市中筋2丁目（中筋2丁目交差点、国道176号交点）
- 総延長：3.370 km

## 路線状況

### 重複区間
- 兵庫県道142号米谷昆陽尼崎線（伊丹市中野4丁目・伊丹中野交差点 - 伊丹市鴻池3丁目・鴻池南交差点[注釈 1]）

### 道路施設

#### 橋梁
- 中野橋（天王寺川、伊丹市）

## 地理

### 通過する自治体
- 伊丹市
- 宝塚市

### 交差する道路
| 交差する道路                             | 市町村名 | 交差する場所 | 交差する場所           |
| ---------------------------------------- | -------- | ------------ | ---------------------- |
| 兵庫県道42号尼崎宝塚線                   | 伊丹市   | 西野2丁目    | 西野交差点 / 起点      |
| 兵庫県道142号米谷昆陽尼崎線 重複区間起点 | 伊丹市   | 中野4丁目    | 伊丹中野交差点         |
| 兵庫県道142号米谷昆陽尼崎線 重複区間終点 | 伊丹市   | 鴻池3丁目    | 鴻池南交差点           |
| 兵庫県道331号姥ヶ茶屋伊丹線              | 伊丹市   | 鴻池2丁目    | 鴻池交差点             |
| 国道176号 / バイパス                     | 伊丹市   | 荒牧1丁目    | 荒牧交差点             |
| 国道176号                                | 宝塚市   | 中筋2丁目    | 中筋2丁目交差点 / 終点 |

### 交差する鉄道
- 福知山線

### 沿線
伊丹市内
- 伊丹市立桜台小学校
- 伊丹市立天王寺川中学校
- 兵庫県立伊丹北高等学校
- 伊丹市立荒牧中学校
- 荒牧郵便局
- 大阪芸術大学 短期大学部伊丹学舎

宝塚市内
- 宝塚市立長尾中学校
- JR西日本福知山線 中山寺駅
- 宝乃湯（スーパー銭湯）